# Typhula chamaemori
Typhula chamaemori är en svampart som beskrevs av L. Holm & K. Holm 1977. Typhula chamaemori ingår i släktet Typhula och familjen trådklubbor.  Arten är reproducerande i Sverige. Inga underarter finns listade i Catalogue of Life.